# Rhizosmilia robusta
Rhizosmilia robusta är en korallart som beskrevs av Cairns in Cairns och Keller 1993. Rhizosmilia robusta ingår i släktet Rhizosmilia och familjen Caryophylliidae. Inga underarter finns listade i Catalogue of Life.